# Phycis blennoides
La musdea bianca (Phycis blennoides) è un pesce di mare dell famiglia Phycidae (che solo secondo alcuni Autori è da scorporarsi dalla famiglia Gadidae)

## Distribuzione e habitat
È presente nel mar Mediterraneo e nell'Oceano Atlantico settentrionale tra il Marocco e la Norvegia settentrionale, compresa l'Islanda e le Azzorre. È comune nei mari italiani, soprattutto nel mar Tirreno e nel mar Ligure. 

Frequenta fondali fangosi a profondità elevate, tra 100 e 800 metri ma i piccoli esemplari si possono reperire sottocosta.

## Descrizione
Questa specie è molto simile alla musdea, ha però corpo più allungato e compresso lateralmente. Le pinne dorsali sono due, la prima è triangolare, porta una macchia nera all'apice ed è molto più piccola della seconda che, invece, è molto lunga e bassa e spesso porta una macchia scura al centro. La pinna anale è simmetrica alla seconda dorsale, le pinne ventrali sono formate da un filamento bifido che raggiunge e supera l'inizio della pinna anale (in Phycis phycis sono più brevi), le pinne pettorali sono piccole e le pinna caudale è piccola e con bordo convesso. Gli occhi sono più grandi che nella congenere ed è presente un piccolo barbiglio sotto la mandibola. La bocca è molto ampia.

Il colore è chiaro, beige rosato o giallastro, che sul dorso assume riflessi violacei. Le pinne impari possono avere bordo scuro e può essere presente una macchia nerastra sull'opercolo branchiale.

## Alimentazione
È predatrice e si nutre soprattutto di pesci e crostacei.

## Riproduzione
Primaverile, le larve ed i giovanili fino a 3 cm fanno vita pelagica e sfoggiano una livrea azzurro argentea.

## Pesca
Si cattura talvolta in modo abbondantissimo con le reti a strascico e con i palamiti; le sue carni sono simili a quelle del nasello ma meno pregiate perché molli.